# Во бору брусника
«Во бору брусника» — советский двухсерийный фильм режиссёра Евгения Васильева, снятый по мотивам рассказов Леонида Фролова в 1988 году.

## Сюжет
Двухсерийный фильм поставлен по мотивам двух повестей Леонида Фролова и буквально противопоставляет две эпохи: тяжелое, трагическое, но наполненное чувством единения послевоенное время и озлобленный, одинокий излёт 1980-х и всей советской эпохи.
Серия 1 «Незамужняя жена». Александр Петрович Егоров вернулся в родную деревню с фронта инвалидом. Через год овдовел, и на его попечении осталось четверо малолетних детей. 
Долгие годы Егоров жил один. Видя, как долго он вдовствует, односельчане ищут ему подходящую вдову. Но сам Александр Петрович заглядывается на тридцатилетнюю Ксению, ждущую с войны его брата Тихона. Однако, шутками и смехом она отклоняет все его предложения о замужестве. Поздней осенью корова Ксении убегает в лес. Хозяйка, отправившись её искать, заблудилась. Александр Петрович поднимает на поиски всю деревню, но трёхдневные поиски не увенчались успехом. Лишь Егоров продолжает поиски и находит умирающую Ксению на брусничной поляне, привозит её домой и долго выхаживает. Выздоровевшая Ксения соглашается войти хозяйкой в дом Александра Петровича, и через несколько лет родила ему сына Василия — «поскрёбыша». 
Серия 2 «Егоровы». Прошло 38 лет, дети выросли и покинули родное гнездо. Ксения и Александр решили навестить своих чад и отправились в город. 
Старшего сына, Алексея, не оказалось дома, он уехал в Африку  на несколько лет в долгосрочную командировку. В доме младшего сына, Кирилла, родителей принимают радушно, но выясняется, что Кирилл стал злоупотреблять спиртным. Но, благодаря родителям он принимает решение исправить свою жизнь. 
Приехав к среднему сыну, Геннадию, старики узнают, что у него новая жена, с которой он живёт в доме тёщи, оставив квартиру первой жене с дочерью. Затем Александр Петрович и Ксения Васильевна едут к дочери Наталье, вместе с внуком отдыхают на море.  
Наконец, после своего долгого путешествия старики возвращаются домой. Они убедились, что воспитали честных и трудолюбивых детей.

## В ролях
- Геннадий Гарбук — Александр Петрович Егоров
- Екатерина Васильева — Ксения Васильевна в молодости
- Любовь Соколова — Ксения Васильевна в старости
- Людмила Гаврилова — Мария
- Лариса Данилина — Варвара (1 серия) / Светлана, дочь Варвары (2 серия)
- Наталья Острикова — Фаина
- Елизавета Никищихина — Татьяна
- Эдуард Бочаров — Фёдор, муж Татьяны
- Александр Потапов — Гена, командированный
- Виктор Шульгин — сельский врач
- Максим Киселёв — Алексей, сын Егорова / Тихон, брат Егорова
- Юлия Васильева — Наталка, дочь Егорова
- Василий Богатов — сын Егорова
- Дмитрий Горелов — сын Егорова
- Александр Леньков — Кирилл, младший сын Егорова
- Анатолий Егоров — Василий, сын Егорова и Ксении
- Виктор Филиппов — Михаил, средний сын Егорова, преподаватель в Москве
- Евгения Уралова — Наталья, дочь Егорова, медсестра в Москве
- Валентина Березуцкая — Маня, почтовый работник
- Сергей Яковлев — Павел Иванович Чернов, сосед Алексея Егорова, подполковник в отставке
- Марина Левтова — Лена, молодая жена Михаила (в титрах М. Лефтова)
- Римма Маркова — Марина Игнатьевна, соседка Михаила и Лены (в титрах Ф. Маркова)
- Галина Комарова — Зина, жена Кирилла
- Олег Мокшанцев — Юрий, зять Варвары
- Тамара Тимофеева — Варвара в старости
- Александр Лебедев — Борис Кузьмич, председатель

## Критика
Журналистка газеты «Вечерняя Москва» Н. Блай писала: «Характер, созданный здесь Яковлевым, условно можно назвать „сталинист“. Материал давал полное основание показать человека, тупо отстаивающего верность „вождю“. Но актёр делает своего героя гораздо сложнее».